# Efter en bedre Middag
Efter en bedre Middag er en dansk  stum komediefilm fra 1911 produceret af Nordisk Films Kompagni med komikeren Victor Fabian i hovedrollen. Filmens instruktør er ukendt.
Filmen med en længde på omkring fem minutter havde dansk premiere den 9. januar 1911 i Løvebiografen. Den blev i tysktalende lande distribueret som Katzenjammer.

## Handling
Hr. Dingelberg har været til en middag bestående af mad og hvidtøl, og hele verden synes ham pludselig bagvendt - han bliver ganske dårlig deraf. Han tror selv, det er den fede laks, han har sat til livs, men mon ikke nærmere det handler om det, han har drukket.

## Medvirkende
- Victor Fabian - Hr. Dingelberg